# 大西敬子
大西 敬子（おおにし けいこ、1981年11月4日- ）は、日本のタレント。三重県伊勢市出身、在住。

## 略歴
三重大学生物資源学部卒業。
所属事務所は株式会社プロモ。
多気郡明和町の斎王まつりの第20代斎王（2004年）、ミス伊勢志摩（2001年度）、ミス三重グランプリ（2002年度）等の経歴を持ち、2006年10月に開かれる「第18回桑名の殿様御台所祭り」には、千姫の妹の初姫役で参加した。
現在は東海地方でテレビリポーター等、活動中。

## 活動概要

### テレビ番組
- F2C（中京テレビ）HOSHI☆GIRL
- のんびりいこう（アイティービー）
- とってもワクドキ!（三重テレビ）
- OBANCHii おばんちぃ（三重テレビ）
- ええじゃないか。（三重テレビ放送、テレビ神奈川、千葉テレビ、テレビ埼玉、京都放送、サンテレビジョン、奈良テレビ、とちぎテレビ、インターローカルTV）
- 防災テレビ 備ウレ!!
- ピックアップインフォメーション（スターキャット）

### ラジオ番組
- 下川みくにの見えちゃうラジオ（東海ラジオ）

### CM
- ハウスウェルネスフーズ（C1000タケダ）

### スチール
- Wedding Square Dione

### その他
- ベルクラシック三重パンフレット

## ミス・コンテスト

### 2001年度
- ミス伊勢志摩

### 2002年度
- ミス三重グランプリ

### 2004年
- 第20代斎王（斎王まつり）